# Жан III де Бриенн
Жан III де Бриенн фр.  Jean III de Brienne, Jean d'Acre, ум. 11 июля 1302) — граф д'Э с 1294, граф де Гин с 1295.

Герб дома де Бриенн

Сын Жана II де Бриенна, графа д'Э и Беатрисы де Шатийон-Сен-Поль.
Женился на Жанне де Гин, дочери Бодуэна де Гина, сеньора д'Ардр, и Жанны де Монморанси. Арнуль III, дед Жанны, был вынужден продать графство Гинское королю Франции Филиппу IV Красивому. Жан де Бриенн тогда отправился в Париж и потребовал перед Парламентом вернуть ему наследство жены. В феврале 1295 года Парламент решил спор в его пользу и король был вынужден вернуть графство. 
Погиб вместе со многими другими сеньорами и рыцарями Северо-Восточной Франции в битве при Куртре. Похоронен в аббатстве Фукармон. Имел двоих детей: Рауля I де Бриенна, коннетабля Франции, и Марию, которая умерла в юности.